# Chiesa di Sant'Anna (Carpino)
La chiesa di Sant'Anna è un luogo di culto cattolico di Carpino, nel Gargano, in Provincia di Foggia.

## Storia
La chiesetta rurale venne costruita per consentire agli abitanti, impegnati nella coltivazione dei campi, di assistere alla messa mattutina.
La prima notizia di questa chiesa risale al 1736 quando viene annoverata in un documento tra le chiese rurali del Gargano. In principio risultava affidata ad un eremita, che abitava in un edificio annesso alla chiesa, presto abbandonato, e che risultava già danneggiato agli inizi del Novecento.

## Architettura
A partire dal primo crollo del tetto, l'edificio fu sottoposto a diversi interventi di restauro che non ne hanno alterato l'aspetto originario.
Il furto della campana e l'abbandono delle abitazioni rurali contribuì al progressivo abbandono della chiesetta che, oggi, dopo un ulteriore crollo della copertura, è ridotta allo stato di rudere.
La facciata, strutturalmente semplice, è in pietra bianca ed è ancora ben visibile, così come lo è l'arco campanario posto sul muro posteriore.
All'interno, sull'unico altare, in stile barocco e con colonne decorate da tralci di vite a spirale, un tempo era collocato un quadro di fattura settecentesca raffigurante la Madonna col Bambino e sant'Anna, trafugato nel 1969.

## Simbologia sacra
Sulla facciata della chiesa, gli speleologi del team ARGOD hanno ritrovato numerosi simboli. Alcuni, però, essendo risalenti ad un periodo presumibilmente anteriore alla costruzione della chiesa, fanno pensare che il materiale con cui essa è stata costruita provenga da altre strutture antecedenti alla chiesa stessa.
- Triplice cinta sacra, posta sulla parte destra della facciata. Si tratta di un simbolo diffuso nel Gargano e caratterizzato da molteplici significati. Può rappresentare, infatti, l'orientamento dell'uomo nello spazio e nell'ambito vitale, la terra in opposizione al cielo, l'universo creato in opposizione al non-creato e al creatore o può addirittura riferirsi all'omphalos (il centro del mondo)[1];
- Cerchi intersecanti, accanto alla triplice cinta sacra. Potrebbero rappresentare un marchio dei lapicidi lasciato dai magister muratori per indicare che quella costruzione è stata sviluppata secondo i canoni della sezione aurea; oppure l'omphalos, specie laddove l'intersezione dei cerchi costituisce un Fiore di Loto. Su questa stessa facciata i cerchi intersecanti, con dimensioni pressoché simili, sono tre e potrebbero rappresentare la Trinità[1];
- Imbarcazioni portanti una o più croci, molto simili a incisioni che raffigurano le imbarcazioni dei Crociati in diverse chiese d'epoca medievale. Il significato, però, potrebbe essere diverso[1]

### Web
- Team Speleologico ARGOD, Chiesa di Sant'Anna, Carpino: tra l'indifferenza ed il mistero dei suoi simboli, in Gargano da scoprire, 6 luglio 2009. URL consultato il 30 ottobre 2010 (archiviato dall'url originale il 7 marzo 2016).